# Oxaloacétate tautomérase
L'oxaloacétate tautomérase est une isomérase qui catalyse la réaction :

Interconversion de l'oxaloacétate en énol-oxaloacétate.

Cette enzyme a été observée chez de nombreux organismes supérieurs,.